# Wahl Glacier
Wahl Glacier är en glaciär i Antarktis. Den ligger i Östantarktis. Nya Zeeland gör anspråk på området. Wahl Glacier ligger 1 680 meter över havet.
Terrängen runt Wahl Glacier är varierad. Trakten är obefolkad. Det finns inga samhällen i närheten.